# سعرة

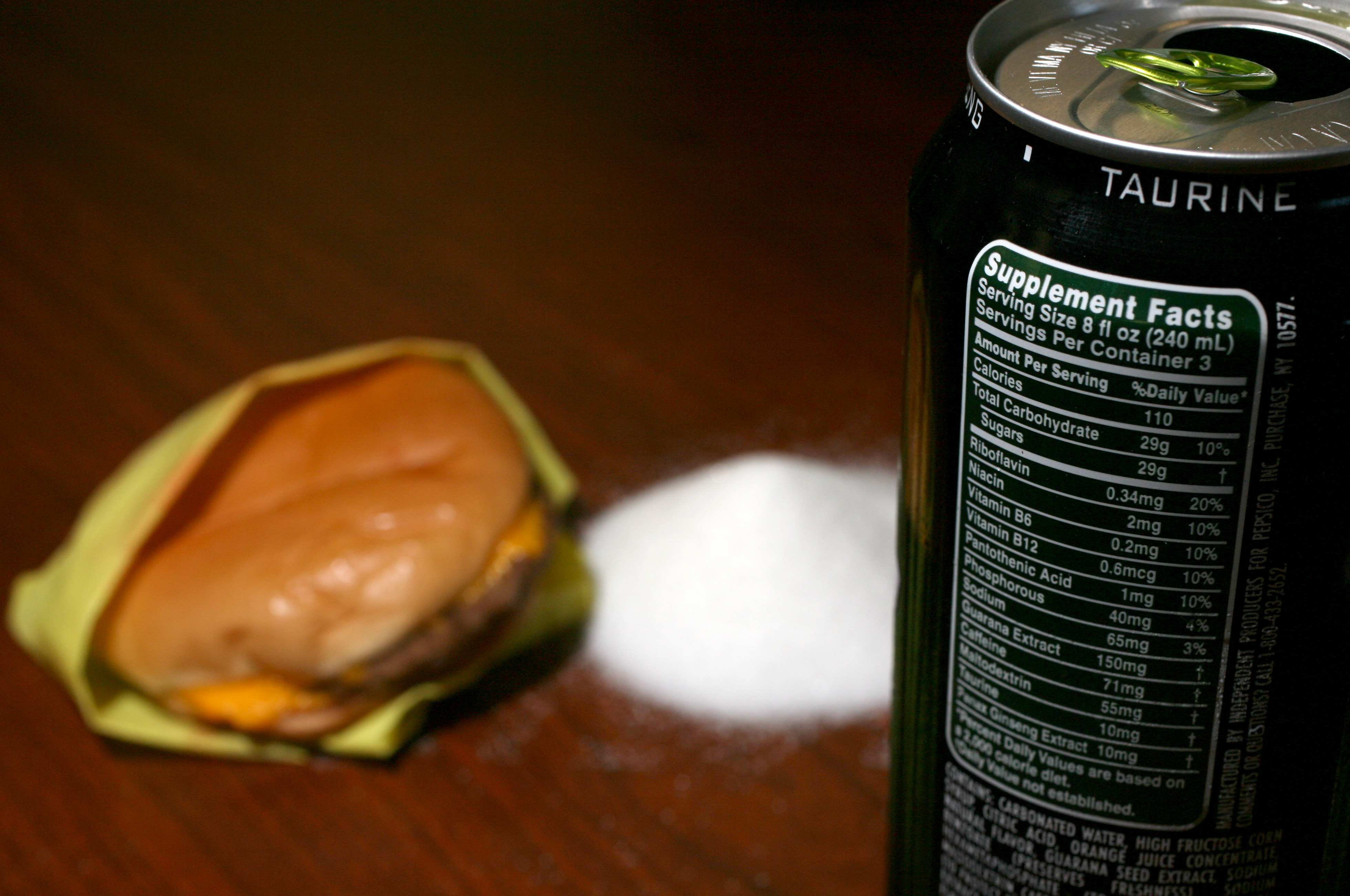

السُّعرة (جمعها: سعرات) أو الحُرَيرة (جمع: حريرات) أو السعرة الحرارية أو (نقحرة: الكالوري) هي وحدة لقياس الطاقة الحرارية تُعرّف بأنها كمية الحرارة اللازمة لرفع درجة حرارة جرام واحد من ماء درجةً مئويةً واحدةً. (بين 5و14 درجة مئوية و 5و15 درجة مئوية) تحت ضغط جوي نظامي (1 ضغط جوي أو ما يكافئه 101.325 كيلو باسكال). وهي وحدة لقياس الطاقة الحرارية التي يحتاجها ويكونها الجسم لكي يقوم بعمله بشكل عادي، وذلك عن طريق إحراق المواد الغذائية. فالإنسان يحتاج للطاقة للقيام بوظائفه الأساسية للحياة، وهذه الطاقة مصدرها الأول هو الغذاء والأكسجين الذي نستنشقه. وتختلف الأغذية في مقدار الطاقة التي تنتجها على ما تحتويه من العناصر الثلاثة الأساسية في الغذاء ألا وهي: الكربوهيدرات والبروتينات والدهون.

## الاستخدام
كلمة «سُعرة» تعني بالإنكليزية (calorie) وهذا ليس سليما تماما لأن تلك السعرة هي ما تسمى أحيانا «سعرة صغيرة»؛ وفي مجال التغذية عند الحديث عن السعرة فنعني بذلك في العادة «السعرة الكبيرة»؛ وهي بالإنكليزية (1 kcal) 1 كيلو كالوري؛ أي 1000 سعرة صغيرة.
في مجال التغذية حيث تكتب قائمة المحتويات على المعلبة أو الكيس (وليكن كيس أرز أو سكر أو عدس) تـُستعمل كلتا الصيغتان أحيانا، وفي معظم الأحوال تعني السعرة الكبيرة (1 kcal).
يحتاج كل إنسان بالغ في اليوم إلى ما بين 2000 كيلو كالوري (للمرأة) إلى 2500 كيلو كالوري (للرجال) في المتوسط من أجل تأدية الجسم لوظائفه الحيوية من جهة ومن جهة أخرى لقيامه بالحركة وأشغاله (انظر الصورة). ويتعاطي هذا القدر من السعرات يتعاطاه عن طريق الغذاء.